# Fort La Latte
Fort La Latte es un monumento histórico que se encuentra a 4 kilómetros del Cabo Fréhel y a unos 35 km al oeste de Saint-Malo, en la comuna de Plévenon, en el departamento de Côtes-d'Armor, en Bretaña (Francia). Es una de las atracciones turísticas de la llamada Costa de Esmeralda.
El castillo se remonta al siglo XIII y se sitúa en una pequeña península de la bahía de Fresnaye, en una posición estratégica para controlar los barcos que se acercan desde el oeste al puerto de Saint-Malo. Durante la Edad Moderna el castillo recibió diversas mejoras para adaptar sus defensas a la artillería de la época.
En él se han rodado diferentes películas, como Los vikingos. Actualmente está habitado, pero está abierto al público.

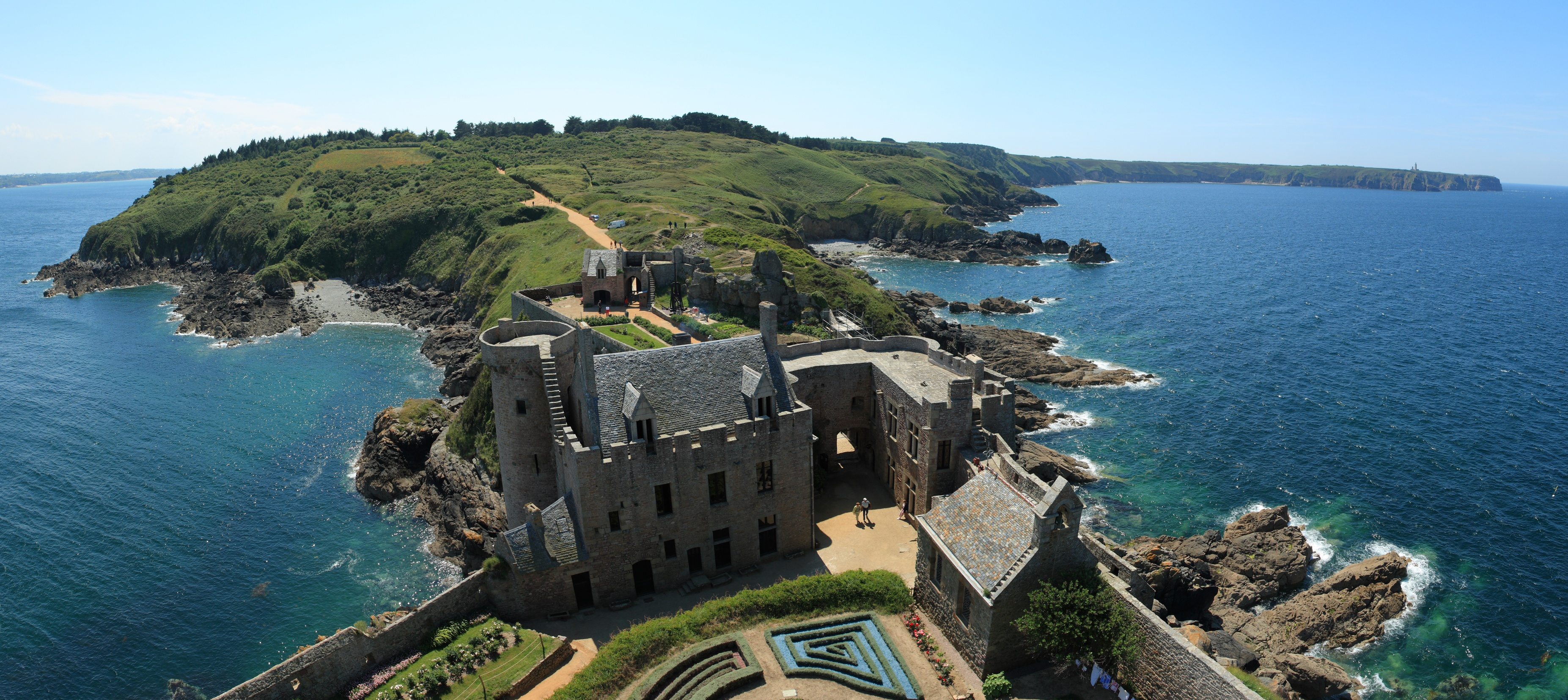
Vista del castillo desde la torre de homenaje

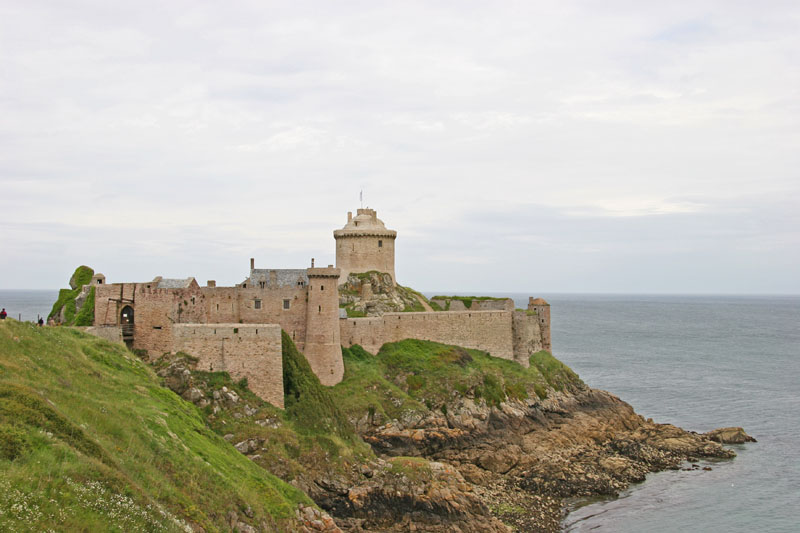
Vista exterior
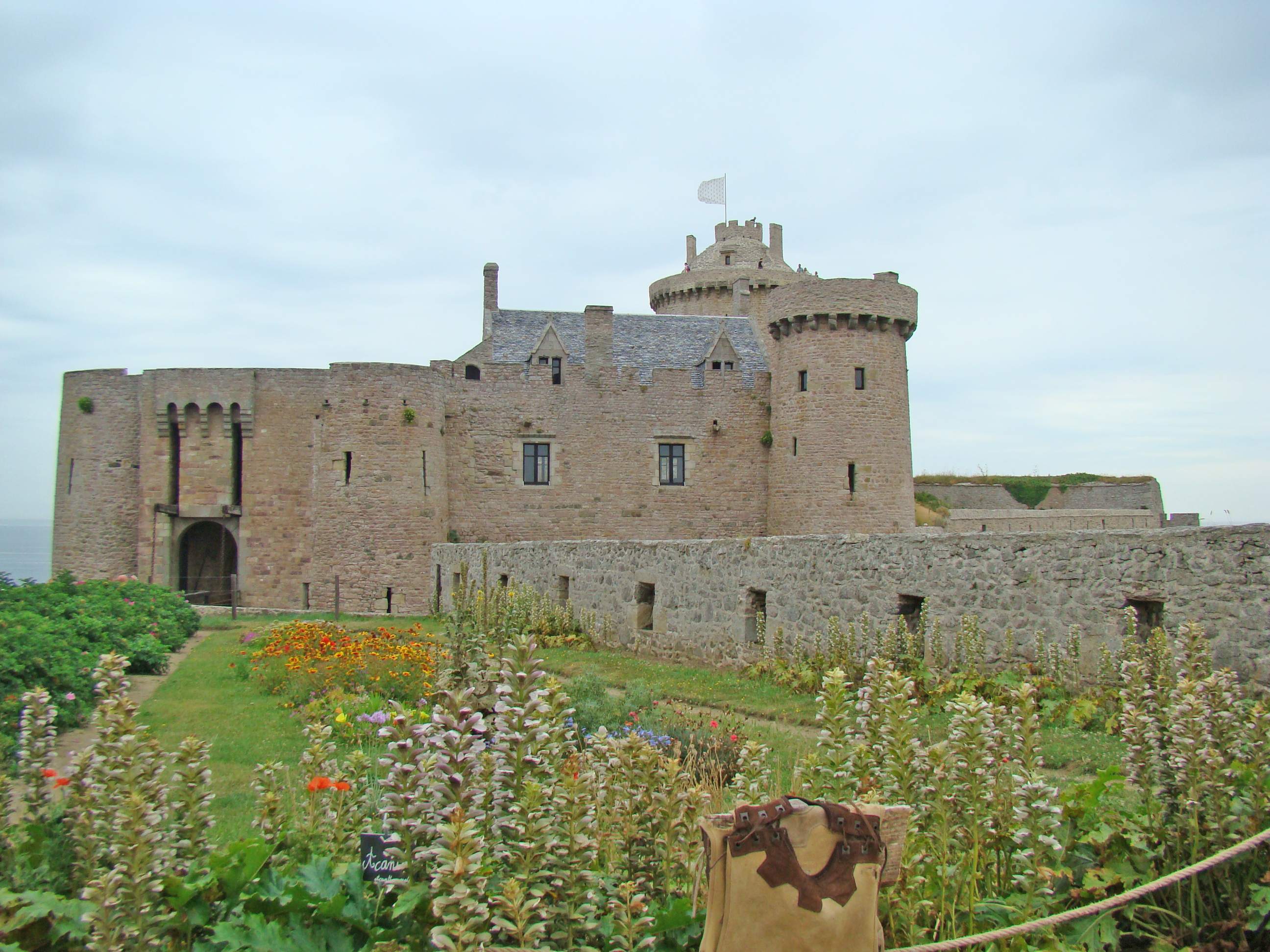
Patio interior
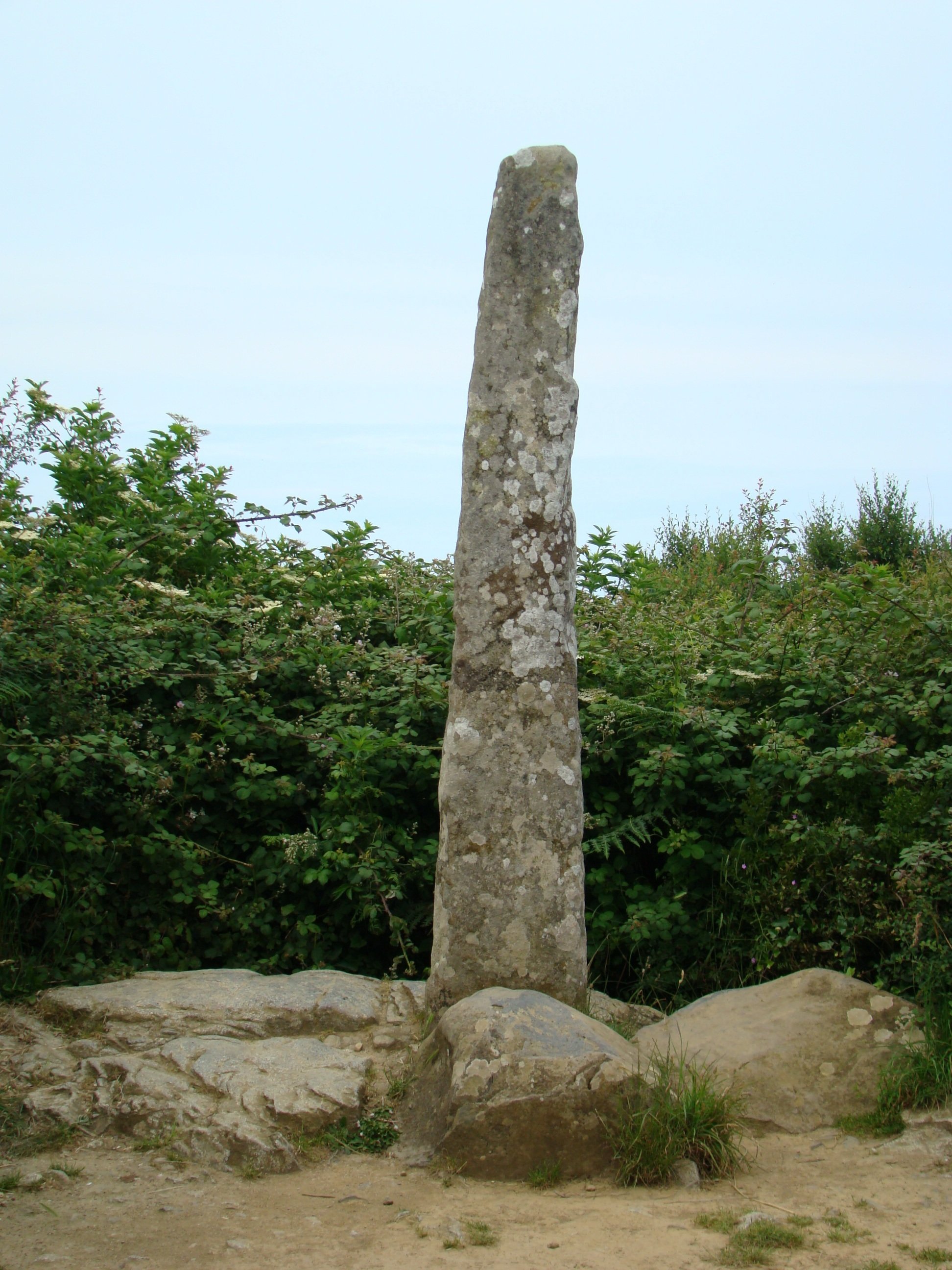
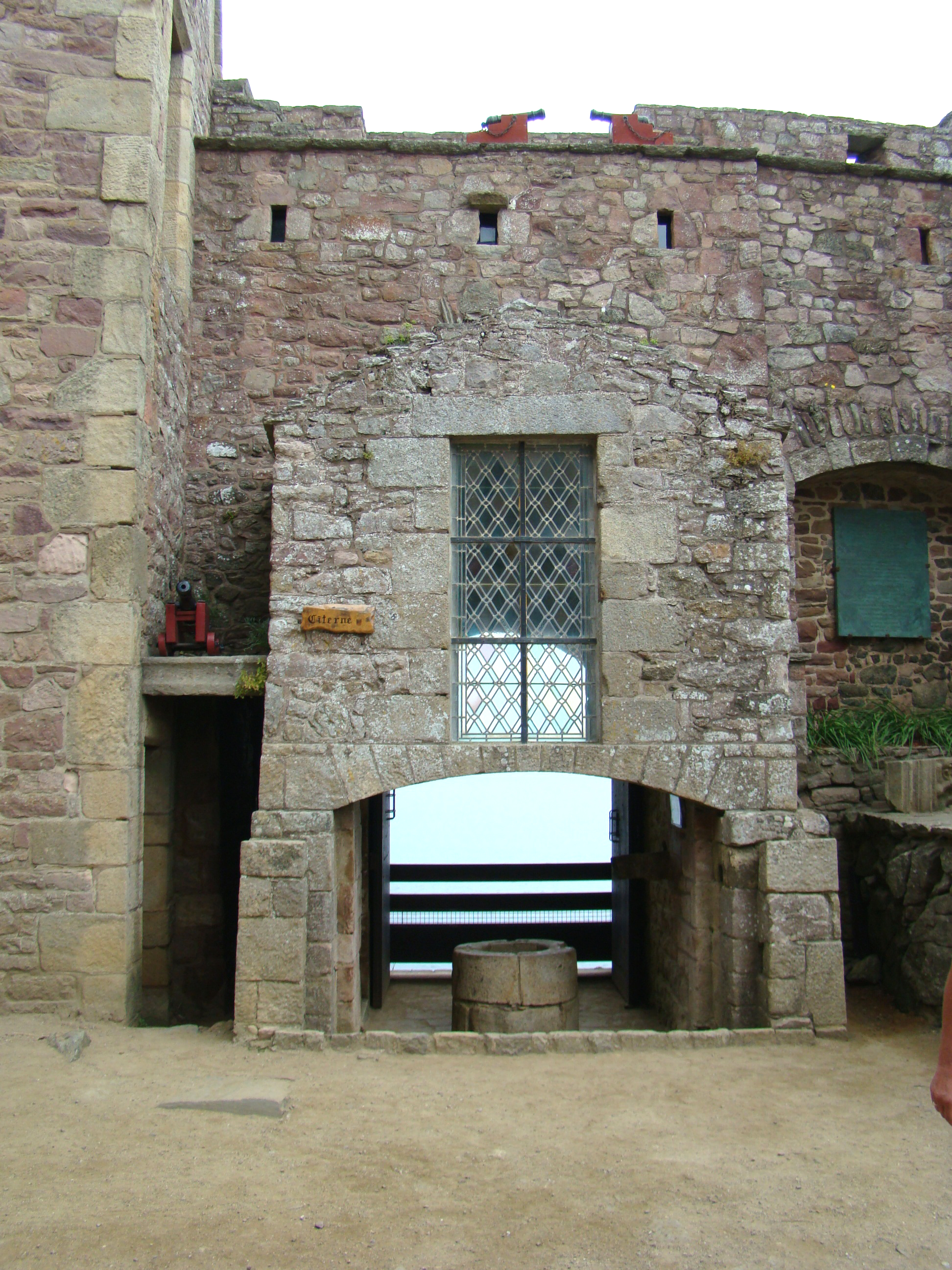
Cisterna
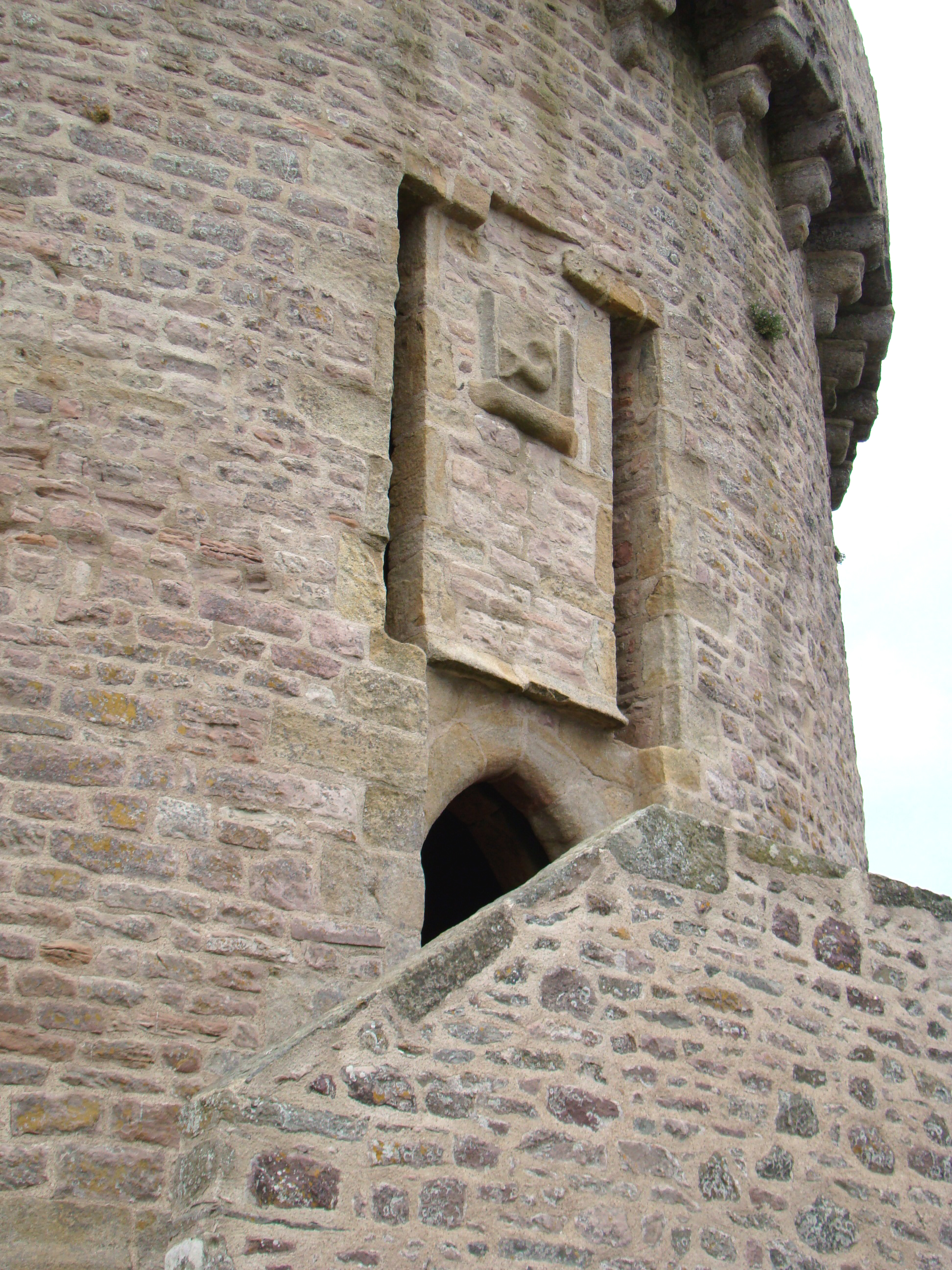
Entrada a la torre